# Arturo Lupoli
Arturo Lupoli (Bréscia, 24 de Junho de 1987) é um futebolista italiano que atua como atacante. Atualmente, defende o Grosseto.
Revelado pelo Parma, antes de chegar aos profissionais, foi comprado pelo Arsenal, onde sem chances, foi emprestado ao Derby County. Uma temporada depois, voltou à Itália, comprado pela Fiorentina. Novamente sem chances, foi repassado ao Treviso, e logo, Norwich City e Sheffield United, onde teve bons desempenhos. Em 6 de junho de 2009, chegou ao Ascoli como co-propriedade.
Após duas temporadas razoáveis pelo Ascoli, tendo o clube lutando contra o rebaixamento em ambas, tendo ainda na última estado envolvido em manipulações de resultados, o que ocasionou na perde de seis pontos para a temporada 2011/12, Lupoli deixou o clube em 11 de julho de 2011 em consentimento mútuo. Quatro dias depois, foi anunciado sua contratação pelo Grosseto.